# Văn hóa Đồng Đậu
Văn hoá Đồng Đậu là nền văn hóa thuộc thời kỳ đồ đồng ở Việt Nam cách ngày nay khoảng 3.000 năm, sau văn hóa Phùng Nguyên, trước văn hóa Gò Mun. Tên của nền văn hóa này đặt theo tên khu di tích Đồng Đậu ở thị trấn Yên Lạc, huyện Yên Lạc, tỉnh Vĩnh Phúc, nơi các nhà khảo cổ học đã khám phá ra một nền văn hóa đồ đồng phong phú năm 1962.
Người Đồng Đậu sống ngoài trời trên các đồi gò trung du Bắc Bộ với một nền kinh tế khá ổn định và phát triển dựa trên nông nghiệp trồng lúa và các cây hoa màu. Các dấu tích luyện kim như xỉ đồng, các mảnh khuôn đúc (bằng đá) cho thấy nghề đúc đồng đã có và phát triển thời kỳ này.